# Dipturus laevis
Dipturus laevis е вид хрущялна риба от семейство Морски лисици (Rajidae). Видът е застрашен от изчезване.

## Разпространение
Разпространен е в Канада и САЩ.